# Camilla Luddington
Camilla Luddington (ur. 15 grudnia 1983 w Ascot w Anglii) – brytyjska aktorka.

## Życiorys

### Dzieciństwo
Camilla Luddington pochodzi z małej miejscowości Ascot, położonej w Anglii. Już od najmłodszych lat uczyła się amerykańskiego akcentu. Naukę rozpoczęła w katolickiej szkole dla dziewcząt w Marist Senior School. Kolejną szkołą do której uczęszczała, to ucząca amerykańskiego akcentu – TASIS The American School in England. Przygodę z aktorstwem, zaczęła w wieku 11 lat, gdy zaczęła uczęszczać na zajęcia aktorskie w Italia Conti School of Dramatic Arts. W wieku 14 lat przeprowadziła się na rok do Austin w Teksasie, gdzie uczęszczała do Westwood High School, aby podszkolić swój amerykański akcent. Od dziecka przejawiała zainteresowanie sztuką, do tej pory jej hobby jest malowania obrazów, z użyciem farb olejnych. Jako miłośniczka sztuki, w wieku 19 lat zdecydowała się na studia na artystycznym Uniwersytecie Susquehanna w Pensylwanii. Po pół roku postanowiła jednak przenieść się na Nowojorską Akademię Filmową i tam kontynuować swoją naukę.

### Kariera
Swoją karierę aktorską rozpoczęła, występując epizodycznie w amerykańskich serialach. Do 2011 roku wystąpiła w takich serialach jak: CSI: Kryminalne zagadki Las Vegas, Dni naszego życia czy Big Time Rush. Świat usłyszał o Luddington w 2011 roku, za sprawą filmu telewizyjnego opowiadającego historię miłości Księcia Williama oraz obecnej Księżnej Cambridge – Kate Middleton. William i Kate pomimo dobrego przyjęcia przez widzów, został całkowicie zmiażdżony przez krytyków, którzy nie pozostawili na nim suchej nitki. Dzięki rozgłosowi jaki przyniósł film, Luddington w 2012 roku, zaczęła się pojawiać w coraz bardziej znanych produkcjach. W Californication wcieliła się w postać Lizzie – seksownej niani. Aktorka była postacią drugoplanową, całego piątego sezonu tej produkcji. Jako wróżka Claudette towarzyszyła widzom w drugiej połowie piątego sezonu, serialu Czysta krew. Jej postać była bezpośrednio mentorką głównej bohaterki – Sookie Stackhouse (Anna Paquin). Koniec roku 2012, przyniósł Camilli angaż do serialu Chirurdzy, gdzie wciela się w dr. Jo Wilson.
W 2013 roku odbyła się premiera gry „Tomb Raider” obrazującej przygody sławnej Lary Croft – Luddington udzieliła głosu głównej bohaterce. Gra została przyjęta pozytywnie, a aktorka ponowiła współpracę dwa lata później, w kolejnej części serii – Rise of the Tomb Raider. W 2016 roku, po miesiącach spekulacji ujawniono, iż powstanie nowa seria Tomb Raider. Przy obsadzaniu roli Lary Croft, brano pod uwagę aktorki tj.: Daisy Ridley, Emilia Clarke, Margot Robbie i właśnie Camilla Luddington, która miała już doświadczenie z tą postacią. Jednak w kwietniu 2016 roku podano oficjalną informację, iż gwiazdą produkcji została laureatka Oscara – Alicia Vikander.

## Życie prywatne
Aktorka na stałe mieszka w USA. Ma troje rodzeństwa: siostrę Amy, oraz braci Joeya i Daniela. Gdy Luddington miała 19 lat, zmarła jej matka, a wychowywaniem rodziny samotnie zajął się jej ojciec – Martin Luddington.
Od 2015 roku Camilla jest w związku z aktorem Matthew Alanem. W święto Hallowen w 2016 roku, aktorka na swoim profilu na Instagramie, ujawniła, że spodziewa się dziecka. 11 kwietnia para podzieliła się informacją o narodzinach swojej córki – Hayden. Pobrali się 17 sierpnia 2019 roku. 9 marca 2020 Luddington na swoim profilu na instagramie ogłosiła drugą ciążę. 25 sierpnia poinformowała o narodzinach syna – Lucasa.

## Filmografia
| Rok   | Typ      | Film                                                   | Rola                  |
| ----- | -------- | ------------------------------------------------------ | --------------------- |
| 2007  | Film     | A Couple of White Chicks at the Hairdresser            | Recepcjonistka        |
| 2009  | Film     | Behaving Badly                                         | Pasażerka w samolocie |
| 2010  | Serial   | Bezimienni                                             | Emma Clark / Jane Doe |
| 2010  | Wideo    | Pride and Prejudice and Zombies: Dawn of the Dreadfuls | Jane Bennet           |
| 2010  | Serial   | CSI: Kryminalne zagadki Las Vegas                      | Claire                |
| 2010  | Serial   | Dni naszego życia                                      | Tiffany               |
| 2010  | Serial   | Big Time Rush                                          | Rebecca               |
| 2010  | Wideo    | The Filming of Shakey Willis                           | Brooke                |
| 2011  | Serial   | Obrońcy                                                | Talia                 |
| 2011  | Film     | Accidentally in Love                                   | Sandra                |
| 2011  | Film TV  | William i Kate                                         | Kate Middleton        |
| 2011  | Serial   | To tylko seks                                          | Kobieta               |
| 2012  | Serial   | Serving Time                                           | Cammy                 |
| 2012  | Serial   | Friend Me                                              | Brandi                |
| 2012  | Serial   | Californication                                        | Lizzie                |
| 2012  | Serial   | Czysta krew                                            | Claudette             |
| 2012- | Serial   | Chirurdzy                                              | dr Jo Wilson          |
| 2013  | Dokument | Tomb Raider: The Final Hours – A Story of Survival     |                       |
| 2013  | Gra      | Tomb Raider                                            | Lara Croft (głos)     |
| 2014  | Film     | Nadprzyrodzony pakt II                                 | June Abbott           |
| 2015  | Serial   | Level Up VG Archive                                    | Lara Croft (głos)     |
| 2015  | Gra      | Infinite Crisis                                        | Supergirl (głos)      |
| 2015  | Gra      | Rise of the Tomb Raider                                | Lara Croft (głos)     |
| 2017  | Wideo    | Liga Sprawiedliwości: Mrok                             | Zatanna               |
| 2017  | Film     | The Healer                                             | Cecilia               |
| 2018  | Gra      | Shadow of the Tomb Raider                              | Lara Croft (głos)     |

- Informacje pobrane z Internet Movie Database[30]